# Fabian Steinheil
Le comte Fabian Gotthard von Steinheil (russe : Фаддей Фёдорович Штейнгель, Faddeï Fiodorovitch Steingel), né le 3 octobre 1762 (14 octobre dans le calendrier grégorien) à Haapsalu, gouvernement d'Estonie et mort le 23 février 1831 (7 mars dans le calendrier grégorien) à Helsinki, est un général russe qui est gouverneur général de Finlande.

## Biographie
Fabian Steinheil est né à Haapsalu en Estonie. La famille germano-balte de son père est une famille bourgeoise et de fonctionnaires originaire de la région du Rhin supérieur en Allemagne. Sa mère est issue d'une branche cadette de l'ancienne famille balte de Tiesenhausen, fille du noble Fabian Tiesenhausen, seigneur de Järva-Jaani en Estonie. L'oncle et le père de Fabian Stenheil avaient reçu un titre de baron des autorités impériales.
Fabian von Steinheil devient lieutenant de l'armée impériale russe en 1782. Il participe à la guerre de Finlande en 1788 et en 1791-1792 il travaille à la construction de fortifications dans l'Ancienne Finlande, après quoi il servira dans la cartographie militaire.
Il devient général de division en 1789 et participe aux campagnes de Prusse en 1806-1807 et de Pologne en 1805-1807. Il devint lieutenant-général en 1807 et commande les troupes russes à Åland en 1809 pendant la guerre de Finlande.
En 1813, il prend part à la guerre contre Napoléon Ier en tant que commandant d'une armée en Courlande et en Livonie, et est remplacé comme gouverneur général par l'influent comte Gustaf Mauritz Armfelt. Cependant, en raison de la santé fragile d'Armfelt, Steinheil revient bientôt au poste de gouverneur général qu'il occupe jusqu'en 1824, étant ensuite remplacé par le comte Arseni Zakrevski.
Fabian Steinheil est propriétaire du manoir de Saarela dans la paroisse de Viipuri et du manoir de Meilahti à Helsinki. Il meurt dans ce dernier en 1831.

## Minéralogie
Steinheil est connu dans le domaine de la minéralogie en 1814 pour avoir attribué le nom de pargasite à une amphibole en référence à la ville finlandaise de Pargas. En 1814 le nom du minéral steinheilite est donné en son honneur par Johan Gadolin.
Les plus anciennes collections de mineraux du musée d'histoire naturelle de Finlande viennent de la collection du gouverneur général Fabian Steinheil.

## Prix et reconnaissance
La rue Fabianinkatu dans le centre d'Helsinki est nommée en sa mémoire.
- Chevalier de l'ordre de Saint-Alexandre Nevski
- Ordre de l'Aigle rouge 1re classe
- Ordre de Saint-Vladimir 2e classe
- Ordre de Sainte-Anne de 1re classe avec diamants
- Ordre impérial et militaire de Saint-Georges
- Ordre de l'Aigle rouge